# Liste des plus grandes entreprises néerlandaises
La liste ci-dessous répertorie les 20 plus grandes entreprises néerlandaises par chiffre d'affaires de 2015 selon le Forbes Global 2000. Les chiffres ont été publiés en 2015 et sont indiqués en milliards de dollars américains.

## Classement 2015
| Rang | Entreprise        | Chiffre d'affaires (en milliards de $) | Profit (en milliards de $) | Siège social | Secteur                      |
| ---- | ----------------- | -------------------------------------- | -------------------------- | ------------ | ---------------------------- |
| 1    | Royal Dutch Shell | 420,4                                  | 14,9                       | La Haye      | Pétrole                      |
| 2    | ING               | 65,7                                   | 2,6                        | Amsterdam    | Banque                       |
| 3    | Unilever          | 64,2                                   | 6,9                        | Rotterdam    | Biens de grande consommation |
| 4    | Aegon             | 54,3                                   | 1,6                        | La Haye      | Assurance                    |
| 5    | LyondellBasell    | 45,6                                   | 4,2                        | Londres      | Chimie                       |
| 6    | Ahold             | 45,3                                   | 1                          | Zaandam      | Grande distribution          |
| 7    | Philips           | 29,7                                   | 0,6                        | Amsterdam    | Conglomérat                  |
| 8    | Heineken          | 25,5                                   | 1                          | Amsterdam    | Boisson                      |
| 9    | Randstad          | 22,9                                   | 0,5                        | Diemen       | Travail temporaire           |
| 10   | VimpelCom         | 19,6                                   | -0,6                       | Amsterdam    | Télécommunications           |
| 11   | Akzo Nobel        | 19                                     | 0,7                        | Amsterdam    | Chimie                       |
| 12   | Ageas             | 16,8                                   | 0,6                        | Bruxelles    | Assurance                    |
| 13   | CB&I              | 13                                     | 0,5                        | La Haye      | Construction                 |
| 14   | DSM               | 12,3                                   | 0,2                        | Heerlen      | Chimie                       |
| 15   | KPN               | 10,6                                   | -0,8                       | La Haye      | Télécommunications           |
| 16   | HAL Trust         | 9,3                                    | 0,7                        | Willemstad   | Investissement               |
| 17   | ASML              | 7,8                                    | 1,6                        | Veldhoven    | Semiconducteurs              |
| 18   | Delta Lloyd       | 7,4                                    | 0,5                        | Amsterdam    | Assurance                    |
| 19   | Nutreco           | 7                                      | 7                          | Amersfoort   | Agroalimentaire              |
| 20   | OCI               | 6,2                                    | 0,3                        | Geleen       | Chimie                       |